# القطب الجنوبي المغناطيسي

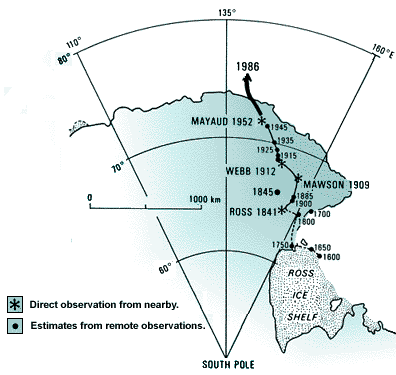
مواقع القطب المغناطيسي الجنوبي من الرصد المباشر والنموذج المتوقع.

القطب المغناطيسي الجنوبي South Magnetic Pole، هي نقطة على سطح نصف الكرة الجنوبي للأرض يكون عندها المجال المغناطيسي للكوكب متجهاً رأسياً لأعلى. يجب عدم الخلط بينها وبين القطب الجيومغناطيسي الجنوبي الأقل شهرة والذي سيتم وصفه لاحقاً.
لأسباب تاريخية، «نهاية» مغناطيسية تلك النقاط (تقريباً) شمالاً تسمى نفسها «بالقطب الشمالي» للمغناطيس، والنهاية الأخرى، الجنوبية، تسمى «بالقطب الجنوبي» للمغناطيس. بسبب جذب الأقطاب المعاكسة، فالقطب المغناطيسي الجنوبي للأرض بالمعنى المادي هو قطب مغناطيسي شمالي.
يتغير القطب المغناطيسي الجنوبي باستمرار بسبب تغيرات المجال المغناطيسي للأرض. في 2005 تم حساب موقعه على إحداثيات 64°31′48″S 137°51′36″E / 64.53000°S 137.86000°E، ليكون قبالة ساحل أنتاركتيكا، بين أدلاي لاند وويلكس لاند. تقع هذه النقاط خارج الدائرة القطبية الجنوبية. بسبب الانجراف القطبي، يتحرك القطب في الاتجاه الشمالي الغربي بحوالي 10-15 كم سنوياً. المسافة الحالية من القطب الجنوبي الجغرافي الفعلي هي 2860 كم تقريباً. أقرب محطة علمية دائمة هي محطة دومون دورفيل. تضم ويلكس لاند أكبر تركيز للكتلة الجاذبية.
| القطب المغناطيسي الشمالي | (2001) 81°18′N 110°48′W / 81.3°N 110.8°W | (تقديرات 2004) 82°18′N 113°24′W / 82.3°N 113.4°W | (2007) 83°57′N 120°43′W / 83.95°N 120.72°W         |
| القطب المغناطيسي الجنوبي | (1998) 64°36′S 138°30′E / 64.6°S 138.5°E | (تقديرات 2004) 63°30′S 138°00′E / 63.5°S 138.0°E | (2007) 64°29′49″S 137°41′02″E / 64.497°S 137.684°E |

## القطب الجيومغناطيسي
يمكن تقريب المجال المغناطيسي للأرض لثاني القطب المائل (مثل قضيب مغناطيسي) موضوع على مركز الأرض. القطب الجيومغناطيسي الجنوبي هو النقطة الموجودة على محور ثنائي القطب المائل، الذي يتقاطع مع سطح الأرض في نصف الكرة الجنوبي. اعتباراً من 2005 كان يقع حسابياً على إحداثيات 79°44′S 108°13′E / 79.74°S 108.22°E، بالقرب من محطة فوستوك. لأن المجال ليس ثنائي قطب محدد، فالقطب الجيومغناطيسي الجنوبي لا يتطابق تماماً مع القطب المغناطيسي الجنوبي. علاوة على ذلك، فالقطب الجيومغناطيسي الجنوبي يتحرك لنفس سبب تحرك نظيره المغناطيسي الشمالي.